# Romolo Guerrieri
Romolo Guerrieri (Roma, 5 de dezembro de 1931) é um diretor de cinema e roteirista italiano. Entre 1961 e 1992, Guerrieri dirigiu dezessete filmes. Ele é irmão do também diretor Marino Girolami.

## Filmografia

### Diretor
- Bellezze sulla spiaggia (1961)
- Johnny Yuma (1966)
- Sette magnifiche pistole (1966)
- 10.000 dollari per un massacro (1967)
- Il dolce corpo di Deborah (1967)
- Un detective (1969)
- Il divorzio (1970)
- La controfigura (1971)
- La polizia è al servizio del cittadino? (1973)
- Un uomo, una città (1974)
- Salvo d'Acquisto (1974)
- Liberi armati pericolosi (1976)
- Sono stato un agente C.I.A. (1978)
- L'importante è non farsi notare (1979)
- La gorilla (1982)
- L'ultimo guerriero (1984)
- Due vite un destino (1992)